# O Ewigkeit, du Donnerwort, BWV 60

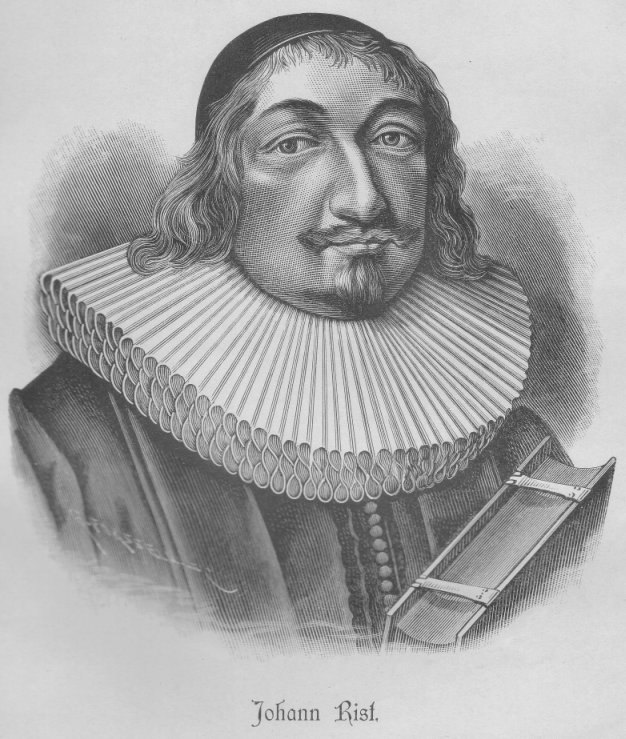
Johann Rist, autor del himno.

O Ewigkeit, du Donnerwort, BWV 60 (¡Oh eternidad, atronadora palabra!) es una cantata de iglesia escrita por Johann Sebastian Bach en Leipzig para el vigésimo cuarto domingo después de la Trinidad y estrenada el 7 de noviembre de 1723.

## Historia
Bach compuso esta obra durante su primer año como Thomaskantor en Leipzig para el vigésimo cuarto domingo después de la Trinidad. Forma parte de su primer ciclo anual de cantatas. La cantata fue interpretada por primera vez el 7 de noviembre de 1723.

## Análisis

### Texto
Las lecturas establecidas para ese día eran de la epístola a los colosenses, una oración por los colosenses (Colosenses 1:9-14), y del evangelio según San Mateo, la historia de la ascensión de la hija de Jairo (Mateo 9:18-26).
El poeta desconocido ve su ascensión como prefiguración de la resurrección, que se espera con una actitud de temor y esperanza. Dos figuras alegóricas, Furcht (temor) y Hoffnung (esperanza) comienzan un diálogo. La cantata se abre y cierra con un himno, el primer verso de "O Ewigkeit, du Donnerwort" de Johann Rist, expresa el temor y el quinto verso de "Es ist genug" de Franz Joachim Burmeister. También en simetría, dos citas bíblicas se yuxtaponen en los movimientos 1 y 4. "Herr, ich warte auf dein Heil" (Génesis 49:18), contado por Jacob en su lecho de muerte, expresa la esperanza que se contrapone al miedo del coral. Selig sind die Toten (Bienaventurados los muertos) (Apocalipsis 14:13) es la respuesta al recitativo del temor.

### Instrumentación
La obra está escrita para tres voces solistas (alto, tenor y bajo), un coro a cuatro voces; trompa natural, dos oboes d'amore, dos violines, viola y bajo continuo. El coro solamente interviene en el coral final.

### Estructura
Consta de cinco movimientos.
1. Aria (alto, coral – tenor): O Ewigkeit, du Donnerwort – Herr, ich warte auf dein Heil
2. Recitativo (alto – tenor): O schwerer Gang zum letzten Kampf und Streite! – Mein Beistand ist schon da
3. Aria (alto – tenor): Mein letztes Lager will mich schrecken – Mich wird des Heilands Hand bedecken
4. Recitativo (alto – bajo): Der Tod bleibt doch der menschlichen Natur verhaßt – Selig sind die Toten
5. Coral: Es ist genung (also: Es ist genug)

La cantata es en ocasiones denominada una cantata solista, porque las voces solistas interpretan todos los movimientos excepto el coral final. Bach había compuesto un diálogo tres semanas antes en la cantata Ich glaube, lieber Herr, hilf meinem Unglauben, BWV 109, como un diálogo interno, asignado aun cantante. En esta obra asigna el temor a la voz de alto, la esperanza al tenor y les hace cantar en forma dialogada durante tres movimientos. En el movimiento 4, al temor le responde el bajo asumiendo el rol de vox Christi o voz de Cristo, con Selig sind die Toten.
En el primer dúo, una fantasía coral, el alto (temor) y la trompa interpretan el coral acompañados por la cuerda en trémolo, que John Eliot Gardiner conecta con el estilo agitado (stile concitato) de Monteverdi. El tenor (esperanza) contrasta con la línea hablada de Jacob.
El segundo dúo es un recitativo secco, que se intensifica en arioso dos veces: el temor canta la palabra martert (torturas) en forma de melisma cromático sobre acordes cortos en el continuo, le esperanza subraya mediante un largo melisma la última palabra ertragen (soportar).
El tercer dúo central es dramático y por tanto no sigue la forma da capo, sino que se acerca más a un motete unificado por los ritornelli instrumentales. Tres secciones diferentes se desarrollan de manera similar: el temor comienza, la esperanza contesta y ambos discuten, pero la esperanza tiene la última palabra. Incluso los instrumentos contrastan, a veces al mismo tiempo: el violín solista (con la esperanza) toca escalas junto con los ritmos con puntillo de los oboes d'amore y el continuo (con el temor).
El último dúo no es ya entre el temor y la esperanza, sino que el temor se encuentran con la vox Christi citando las palabras de consuelo del Apocalipsis en tres ocasiones como un arioso, cada vez más extendidas.
El coral final cuenta con la melodía originalmente atribuida a Johann Rudolph Ahle. Empieza con una inusual secuencia de cuatro notas que van progresando a saltos de segunda mayor o tonos enteros, abarcando juntas el intervalo conocido como tritono. Alban Berg utilizó el arreglo del coral hecho por Bach en su Concierto para violín.
En 1724 Bach escribió una cantata coral sobre el coral completo. Se trata de la cantata O Ewigkeit, du Donnerwort, BWV 20 para el primer domingo después de la Trinidad. 

## Discografía selecta
De esta pieza se han realizado una serie de grabaciones entre las que destacan las siguientes.
- 1964 – Bach Cantatas Vol. 5. Karl Richter, Münchener Bach-Chor, Münchener Bach-Orchester, Hertha Töpper, Ernst Haefliger, Kieth Engen (Archiv Produktion)
- 1976 – J.S. Bach: Das Kantatenwerk Vol. 3. Nikolaus Harnoncourt, Tölzer Knabenchor, Concentus Musicus Wien, Paul Esswood, Kurt Equiluz, Ruud van der Meer (Teldec)
- 1983 – Die Bach Kantate Vol. 59. Helmuth Rilling, Gächinger Kantorei, Bach-Collegium Stuttgart, Helen Watts, Adalbert Kraus, Philippe Huttenlocher (Hänssler)
- 1998 – J.S. Bach: Complete Cantatas Vol. 8. Ton Koopman, Amsterdam Baroque Orchestra & Choir, Bogna Bartosz, Jörg Dürmüller, Klaus Mertens (Antoine Marchand)
- 2000 – J.S. Bach: Cantatas Vol. 15 BWV 40, 60, 70, 90. Masaaki Suzuki, Bach Collegium Japan, Robin Blaze, Gerd Türk, Peter Kooy (BIS)
- 2000 – Bach Cantatas Vol. 12. John Eliot Gardiner, Monteverdi Choir, English Baroque Soloists, Robin Tyson, James Gilchrist, Peter Harvey (Soli Deo Gloria)